# Johann Ebertin Raitz von Frentz
Johann Ebertin Raitz von Frentz (* vor 1600; † Januar 1638) war Domherr in Münster, Speyer und Lüttich.

## Leben

### Herkunft und Familie
Johann Ebertin Raitz von Frentz entstammte als Sohn des Arnold Raitz von Frentz (* 1585) und dessen Gemahlin Elisabeth von Wambach zu Wammen (* 1590) dem Adelsgeschlecht Raitz von Frentz, das zu den ältesten Schöffen- und Rittergeschlechtern der Reichsstadt Köln zählt. Die Familie wurde 1650 in den Reichsfreiherrnstand erhoben und am 25. Oktober 1652 vom Kurfürsten Maximilian Heinrich mit Odenkirchen und dem hiermit verknüpften Amt des Erbburggrafen des Erzstifts Köln belehnt. Johann Ebertin hatte sechs Geschwister.

### Wirken
Am 31. Mai 1635 kam er in den Besitz der Dompräbende, auf die sein Cousin Johann Raitz von Frentz verzichtet hatte. Johann Ebertin war auch Domherr in Lüttich und in Speyer. Nach seinem Tod – er wurde im Januar 1638 auf der Jagd erschossen – kam Hermann von Merveldt in den Besitz der Präbende.